# 米歇尔·欧仁·谢弗勒尔
米歇尔·欧仁·谢弗勒尔（法語：Michel Eugène Chevreul，發音：[miʃɛl øʒɛn ʃəvʁœl]；1786年8月31日—1889年4月9日），法国化学家，对动物脂肪组成与皂化反应本质进行了深入研究，从多种脂肪里提纯了硬脂酸、油酸与十九酸等脂肪酸。其对染料研究使其提出了色彩同时对比概念，影响了后世艺术品创作。1857年其因对动物脂肪与色彩对比研究获得了科普利奖章。

## 早年教育
谢弗勒尔出生于法国昂热。父亲是位医学博士，家中的几位亲属也都是外科医生。谢弗勒尔的童年正值法国大革命，社会处于动荡之中。七岁时候就曾见到两个姑娘被送上断头台。1799年起，他进入昂热中央理工学院学习语言、数学和自然科学知识。1803年，谢弗勒尔放弃了家族的医学传统，选择了化学作为研究方向，昂热当地的药剂师约瑟夫·普鲁斯特，著名化学家的兄弟，推荐他去了巴黎，到安托万-洛朗·德·拉瓦锡的弟子的实验室工作。
他结识了助手路易-尼古拉·沃克蘭和也在实验室工作的（Louis Jacques Thénard），显示出了出色的实验技巧。当时沃克兰正在将化学研究从无机物逐步拓展到有机物，谢弗勒尔的第一个研究项目就是分析树木和骨头的组成。后来，他成了沃克兰在国家自然历史博物馆和植物园的助手。

## 对脂肪研究
1813年谢弗勒尔成为查理中学的化学教授。之后的五年中，他主要研究动物的脂肪，发表了多篇文章。1823年，他将研究成果汇总成五百余页的《对动物脂肪的研究》论述了动物脂肪是长链脂肪酸的甘油酯，皂化反应的本质就是脂肪在碱液的作用下发生水解，而肥皂的成分主要是硬脂酸钠，永斯·贝采利乌斯认为这是一个年轻学者探索化学的未知领域的范例。
在进一步研究中，谢弗勒尔将不同的动物脂肪皂化，然后加入盐酸，分离提纯了多种脂肪酸，比如从羊脂里获得硬脂酸、从猪的脂肪中获得油酸和十九酸，从母牛和山羊的脂肪中提取了丁酸和己酸，建立了这些脂肪酸的性质列表，将所得产物的熔点不变定为纯度的标准。1825年他和约瑟夫·路易·盖-吕萨克一起申请了十九酸蜡烛的生产专利，促进了蜡烛工业的发展。他对皂化反应本质的观点也启发了讓-巴蒂斯特·杜馬对酯类的研究以及马塞兰·贝特洛用甘油和脂肪酸合成油脂。
因为对脂肪的研究，1818年谢弗勒尔被推举为法国科学院院士候选人，为了保证约瑟夫·普鲁斯特入选，谢弗勒尔主动退出了选举，1826年普鲁斯特過世后，谢弗勒尔被选举替补他的空位。同年被选为伦敦皇家学会外籍会员。1829年他被选为瑞典皇家科学院外籍院士。1832年他从骨骼肌里发现了肌酸，根据希腊语“Kreas”（肉），将其命名为“Creatine”。

## 对染料与色彩研究

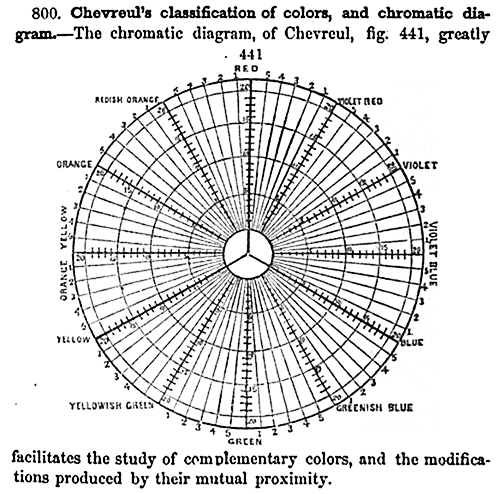
谢弗勒尔于1855年制作的色轮，基于RYB色彩模型，反映了互補色的关系

1824年，路易十八任命谢弗勒尔担任戈布蘭工廠的染料生产主管。上任伊始，他就恢复了已然闲置的化学实验室的运作，把以前父子相传的染色技术转化为化学问题进行研究和改进。他关注的一个主要的问题是当染成黑色的部分和染成不同种蓝色的部分毗邻时，会显出深浅不同的黑色。谢弗勒尔认为这是因为纱线显示出的颜色与其周围的纱线颜色有关，提出了“谢弗勒尔幻觉”概念，在两个相同颜色之间的亮色边缘显出不同的色强度这就是同时对比（simultaneous contrast）的概念。 
谢弗勒尔在1839年发表了自己对色彩的研究成果，七百余页的《色彩的和谐和对比原理》，他提出了一系列可以预测色彩对比的公式。他认为绘画的目的是尽可能的复原自然，要通过色彩的对比形成自然中光的明暗效果，这一原理对后来的欧洲现代艺术，特别是印象派、以喬治·秀拉为代表的新印象派和奧費主義。谢弗勒尔一直担任染料生产主管六十年，直到1883年才辞去此职务。

## 科学方法研究
谢弗勒尔曾对炼金术的历史和化学的早期发展进行过研究，他对希腊文和拉丁文的知识有助于这一研究。谢弗勒尔坚定地反对江湖医术和各种以“科学”为名的神秘主義。他对尋水術进行了具有开拓意义的研究。在他1833年写给安德烈-馬里·安培的一封信里，和1854年发表的文章中，谢弗勒尔认为寻水术中时动时停的榛树枝或金属棒，看起来神乎其神，难以解释，但其本质是人类的无意识或下意识的肌肉反应。谢弗勒尔发现，当手拿魔力铅锤的人意识到自己大脑的反应时，他的无意识肌肉运动就消失了，这是对观念运动作用（ideomotor effect）的最早解释

## 社会活动

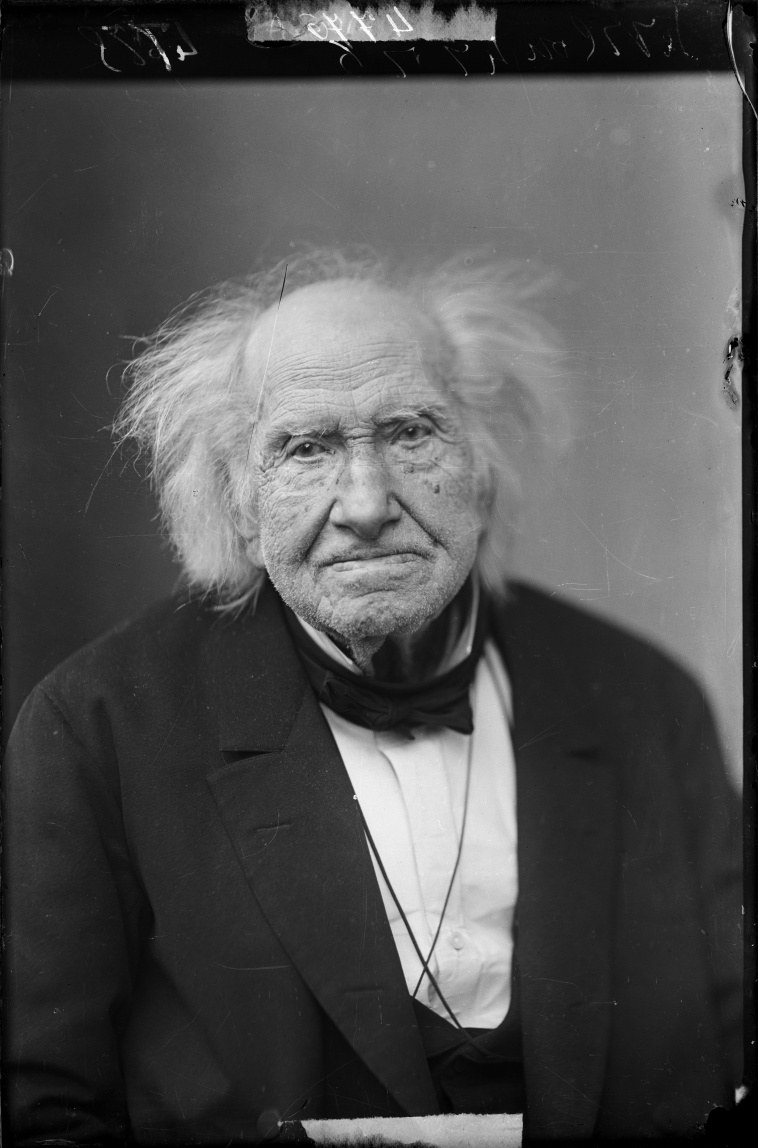
1886年（101岁）(纳达尔攝)

1830年，谢弗勒尔开始接替老师沃克兰担任国家自然历史博物馆的有机化学教授。之后从1836到1863年，他曾先后担任六次国家自然历史博物馆馆长，每次任期两年。1863年之后，馆长一职的任期改为五年，谢弗勒尔一直连任到1879年自己辞职为止。1871年的普法戰爭中，八十五岁的谢弗勒尔报名参军，因为高龄被拒绝后，他继续在实验室和温室里从事农业化学研究，还曾抗议普鲁士对科学院的摧毁，引起了公众的关注。
晚年的谢弗勒尔曾接受以为名人拍摄照片著称的摄影师納達爾的拜访，纳达尔将拜访过程用相机记录下来，于1886年出版，这成为历史上最早的摄影访谈。谢弗勒尔百岁诞辰之际，全法国都在庆贺，政府为他铸造了纪念金币，国家自然历史博物馆的谢弗勒尔塑像也揭幕了。
1889年2月，古斯塔夫·埃菲尔宣布将在艾菲爾鐵塔的第一层上用金字镌刻七十二位法国科学家与工程师的名字。谢弗勒尔也被列为其中之一。1889年4月，谢弗勒尔患了重感冒。有一天，他正看着将近揭幕的艾菲尔铁塔时，突然倒下，几天后過世，法国为谢弗勒尔举办了国葬，遗体葬于故乡昂热。